# Meadow Vale
Meadow Vale är en stad (city) i Jefferson County i delstaten Kentucky, USA. 2010 hade staden 736 invånare.